# Kanton Port-Saint-Louis-du-Rhône
Kanton Port-Saint-Louis-du-Rhône is een voormalig kanton van het Franse departement Bouches-du-Rhône. Het kanton maakte deel uit van het arrondissement Arles. Het werd opgeheven bij decreet van 27 februari 2014, met uitwerking op 22 maart 2015.

## Gemeenten
Het kanton Port-Saint-Louis-du-Rhône omvatte uitsluitend de gemeente: Port-Saint-Louis-du-Rhône